# Calixto I
Calixto I (Roma, c. 155-c. 222), de nombre secular Callistus, fue el 16.º papa de la Iglesia católica, cuyo período abarcó de 217 a 222. Gobernó la Iglesia durante los reinados de los emperadores romanos Heliogábalo y Alejandro Severo. Estuvo enfrentado con el posterior antipapa Hipólito de Roma, quien además fue su biógrafo y responsable de algunos detalles dudosos en su vida.
Persiguió las primeras herejías contra el dogma cristiano, como el sabelianismo y el montanismo.
Murió como mártir y es considerado santo por las Iglesias católica y ortodoxa. Su memoria litúrgica se celebra el 14 de octubre.

## Biografía

### Orígenes
Calixto, nacido como esclavo en el seno de una familia pagana de origen griego residenciada en Roma, en el barrio Trastevere (según uno de sus rivales y biógrafos, Hipólito de Roma) aproximadamente en 155, y en cuya lengua nativa su nombre significa “el más bello” (kallistos), no abrazó el cristianismo hasta la edad adulta. Al parecer, su padre, llamado Domicio o Carpóforo, era un cristiano encubierto.

### Encarcelamientos
Como administrador de los bienes de un alto funcionario del emperador Cómodo, un cristiano llamado también Carpóforo (es decir, su hijo Carpóforo-Calixto) se vio implicado en una malversación de fondos que le valió ser condenado a muerte en un molino. Sin embargo, Calixto huyó, pero fue capturado en Portus, en las afueras de Roma, cuando intentaba arrojarse por la borda del puerto. Al parecer, esos fondos los destinó para ayudar a mujeres viudas y huérfanos cristianos.
Los acreedores de Calixto permitieron su liberación con el fin de que el joven buscara la forma de recobrar el dinero extraviado y así satisfacer sus acreencias, cosa que nunca sucedió. Al parecer volvió a estar preso por generar escarnio público en una sinagoga, cuando intentaba solicitar un crédito a la fuerza.
Fue enviado a las minas de azufre de Cerdeña, para realizar trabajos forzados, cuando fue denunciado como cristiano. Allí permaneció durante tres años hasta que, alrededor del 190, logró ser liberado gracias a la intercesión de Marcia, una concubina del emperador Cómodo, y de Jacinto, un eunuco emisario de Marcia.

### Carrera eclesiástica
Tras su liberación, el papa Víctor I lo destinó a Antium otorgándole una pensión, puesto que su salud se debilitó estando en Cerdeña. Allí vivió hasta su traslado a Roma, reclamado por el papa Ceferino, quien, haciéndolo su secretario personal, le nombró diácono y administrador del cementerio cristiano en la Vía Apia, convirtiéndose probablemente en el primer territorio de la iglesia de Roma.

## Papado
A la muerte de Ceferino, Calixto es elegido como su sucesor, en 217, a pesar de ser liberto, cuando contaba con 62 años. No fue hasta el siglo V que el papa León Magno dispuso que un liberto no podría acceder al papado.

### Controversias con Hipólito
Prácticamente, todo lo que se sabe de su pontificado procede de los escritos de Hipólito de Roma quien, en su obra Philosophumena, lo acusa de herético, ambicioso y corrupto. Estos calificativos deben considerarse como totalmente sesgados, ya que Hipólito se opuso desde el primer momento a la elección de Calixto y llegó, apoyado por sus seguidores, incluso a hacerse nombrar Pontífice, lo que le convierte en el primer antipapa de la historia de la Iglesia.
Hipólito acusó a Calixto de monarquiano y de admitir que fueran ordenados hombres trígamos, hasta con tres matrimonios. También fue motivo de enfrentamiento la negación de Hipólito a la validez de matrimonios entre personas libres y esclavas, y el hecho de que Calixto permitiera el retorno a la Iglesia de los fornicarios, con tal que expresaran su arrepentimiento y cumplieran la penitencia que se les impusiere, mediante un decreto que expidió en 217.
Hipólito también afirmó que el papa era propagador de la herejía del modalismo. En definitiva, el enfrentamiento de estos dos hombres supuso la lucha entre el rigorismo de Hipólito y la visión pastoral de Calixto.
Calixto también tuvo que enfrentarse a Tertuliano, el teólogo que abrazó y difundió por el norte de África las doctrinas de Montano.
Murió asesinado en Roma, en 222, con 67 años, probablemente en un levantamiento popular. Fue sepultado en las Catacumbas de Calepodio, en la Vía Aurelia. En 790, el papa Adriano I hizo trasladar sus reliquias a la basílica de Santa María en Trastevere. Gregorio IV encontró su cuerpo y el de san Calepodio debajo de la entrada de la basílica y los colocó debajo del altar mayor.

## Legado
Calixto es el primer papa, después de san Pedro, que figura como mártir en el Martirologio romano más antiguo que se conoce. Su tumba en la Vía Aurelia, descubierta en 1960 y aparentemente construida bajo el pontificado de Julio I, contiene referencias a su martirio, el cual consistió en ser bastoneado hasta la muerte, para luego ser arrojado su cadáver a un pozo donde hoy se alza la basílica de Santa María en Trastévere, iglesia fundada por el mismo Calixto. Al parecer un sacerdote de nombre Asterio, recuperó su cadáver de las aguas del Tíber y le dio cristiana sepultura. Esta fuente (el Liber pontificalis) sin embargo, es poco confiable.
Tiempo después, el cementerio que Calixto administró en vida se convirtió en la última morada de los pontífices siguientes y se conoció como Catacumbas de San Calixto, a pesar de que el propio Calixto no fue enterrado allí.
Fue considerado santo y su fiesta se celebra actualmente el 14 de octubre. Es el santo patrón de los sepultureros.